# Swedish Bikini Team
Swedish Bikini Team var en grupp fotomodeller som figurerade i en ölreklam kampanj för Old Milwaukee i USA 1991. Det var då en blandning av kanadensiska och amerikanska tjejer med påhittade 'svenska' namn och blonda peruker som kallades Swedish Bikini Team. Reklamen slog igenom stort i USA och the Swedish Bikini Team blev ett begrepp, trots att kampanjen bara varade i sju månader. Bryggeriet Stroh, som ägde varumärket Old Milwuakee, slutade med reklamkampanjen after att fem kvinnor som arbetade i bryggeriet stämde dem för att deras kampanj bidrog till dålig arbetsmiljö.